# Права ЛГБТ в Сальвадоре
Лесбиянки, геи, бисексуалы и трансгендеры (ЛГБТ) в Сальвадоре могут столкнуться с юридическими и социальными проблемами, с которыми не сталкиваются жители страны, не принадлежащие к ЛГБТ-сообществу. Однополые сексуальные отношения как мужчин, так и женщин в Сальвадоре разрешены, но однополые пары и семьи, возглавляемые однополыми парами, не имеют права на ту же правовую защиту, которая доступна супружеским разнополым парам.
ЛГБТ в Сальвадоре сталкиваются с высоким уровнем насилия и убийств. В период с 1998 по 2015 год было зарегистрировано около 500 преступлений на почве ненависти в отношении ЛГБТ. В ответ на это Законодательное собрание приняло закон, предусматривающий наказание в виде тюремного заключения за такие преступления. Однако дискриминация по-прежнему широко распространена. В 2018 году правительство утвердило новую политику, позволяющую ЛГБТ подавать судебные жалобы в случае дискриминации.

## Сальвадорское общество геев

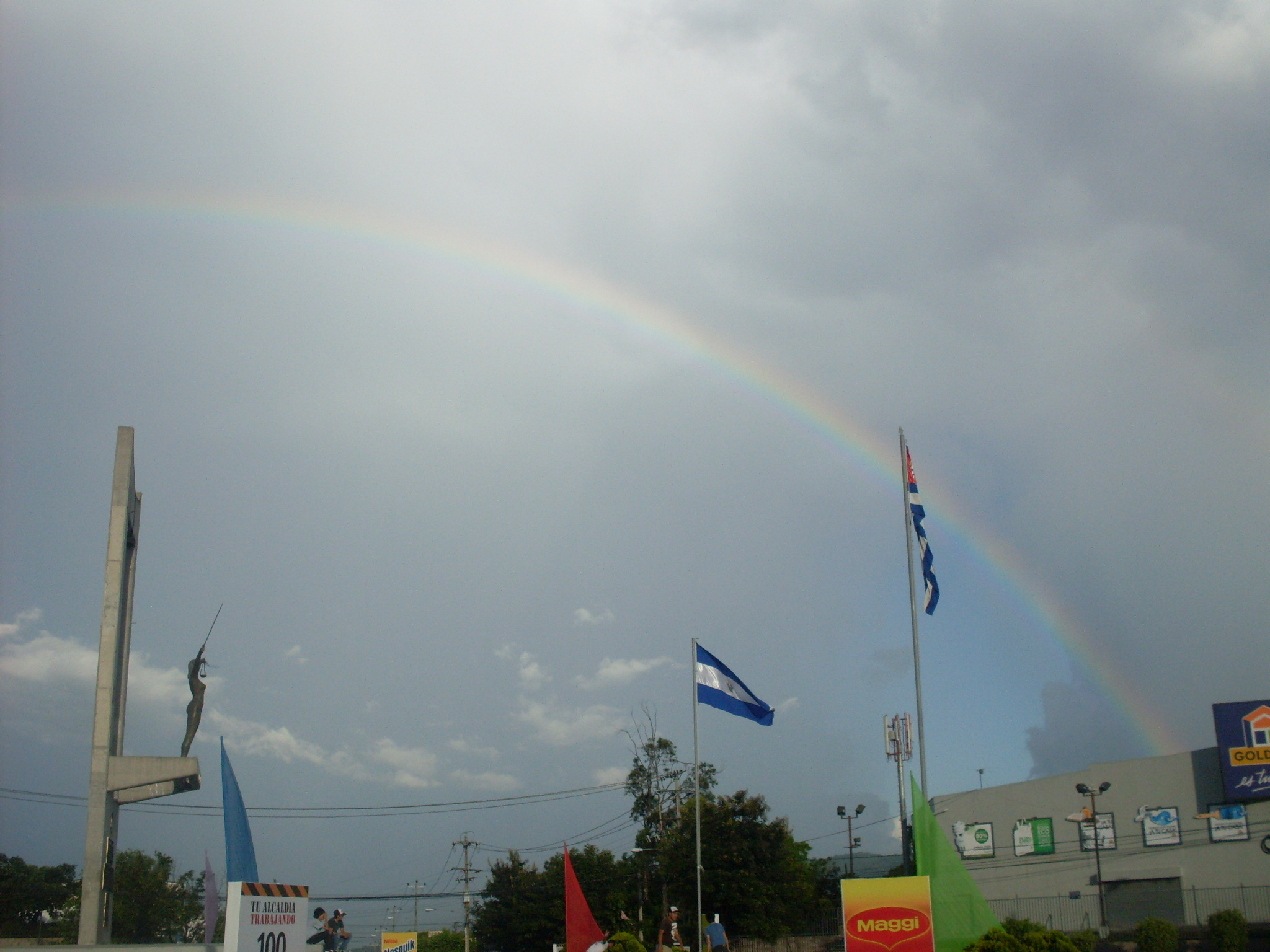
Радуга над памятником Конституции в Сан-Сальвадоре

Сегодня Сальвадор считается одной из самых гомофобных стран Латинской Америки. Даже внутри самого гомосексуального сообщества сохраняются проблемы. Домашнее насилие в гомосексуальных парах стало проблемой в сальвадорском ЛГБТ-сообществе. Кроме того, существует отсутствие единства среди женского и мужского пола, а также ЛГБТ разных экономических классов.
Среди гомосексуалов Сальвадора также существует культурное и социальное мнение, что если ты доминирующий партнер и если ты не целуешься, то это означает, что ты «не гей», в отличие от пассивного партнера или открытых гомосексуалов. В вопросах актива, пассива и универсальности, в Сальвадоре пассивная роль считается гейской, и многие сальвадорские гомосексуалы считают женские манеры негативными, в то время как игра доминирующей роли и манеры мачо считаются позитивными и признаком мужественности. Такие взгляды среди гомосексуалов могут побудить молодых подростков иметь только платоническую любовь или не иметь романтических отношений, ограничиваясь только оральным и интеркруральным сексом.
В тюрьмах заключенным-гомосексуалистам строго запрещено одеваться или вести себя женоподобно. Большинство проблем и отношений внутри гомосексуального сообщества в Сальвадоре являются результатом укоренившейся в Сальвадоре культуры мачизма, которая не одобряет гомоэротизм и гомосоциальность. Во время гражданской войны в 80-х годах многие молодые сальвадорцы были похищены и изнасилованы, но лишь немногие из них заявляли об этом, потому что им было стыдно и они больше боялись стигматизации, остракизма и насмешек со стороны общества, чем поиска справедливости. В Сальвадоре 76 процентов мужчин-политзаключенных рассказали исследователям, что подвергались сексуальным пыткам.
Однако, благодаря глобализации, ситуация в молодом ЛГБТ-сообществе Сальвадора постепенно меняется. Сегодня молодые сальвадорские гомосексуалы призывают более взрослых гомосексуалов открыто заявить о себе и посмотреть в лицо проблемам, существующим в гомосексуальном сообществе Сальвадора. Однако ЛГБТ-сообщество по-прежнему сталкивается с непринятием и дискриминацией со стороны остального населения, обусловленной религиозной культурой, основанной на жестком мачизме. Гомосексуальные взрослые обычно вступают в однополые отношения в юности, но когда они становятся зрелого возраста, они оставляют эти занятия, женятся и заводят детей, живя гетеросексуальной жизнью в сальвадорском обществе. Мужское имя нации «Сальвадор» вызывает в памяти мужественность, а быть сальвадорцем означает быть мужественным.
Гетеросексуалы в Сальвадоре обычно боятся защищать или иметь друзей-гомосексуалов из-за страха быть заклейменными, подвергнуться остракизму и насмешкам со стороны сверстников, а также быть обвиненными в том, что они сами являются геями. Гетеросексуалы обычно сторонятся гомосексуальных тем, которые беспокоят страну из-за общества, религиозной культуры и культуры мачизма. Гетеросексуальные сальвадорцы скрывают свои чувства по отношению к гомосексуалам в своем обществе, они либо не высказывают своего мнения, либо выступают полностью против гомосексуальности. Для гетеросексуалов в Сальвадоре дружелюбное отношение к геям рассматривается как противоестественное, антирелигиозное, антимужественное и даже дьявольское.

## Законность однополых сексуальных отношений
Однополые сексуальные отношения являются законными с 1822 года. В 1826 году в Сальвадоре был принят первый Уголовный кодекс, в котором не упоминалось о гомосексуальности. Таким образом, сексуальные отношения между людьми одного пола являются законными. Возраст сексуального согласия - 18 лет.

## Признание однополых отношений
Однополые браки не признаются. С 2006 года поступают предложения изменить Конституцию Сальвадора, чтобы ограничить признание однополых браков, даже если это пары, состоящие в законном браке за пределами страны. Отдельные лица могут усыновлять детей, но однополые пары не могут усыновлять детей как пара. Закон о семейном насилии также не распространяется на однополые пары.
В августе 2016 года адвокат из Сальвадора подал иск в Верховный суд страны с требованием признать недействительной статью 11 Семейного кодекса, которая определяет брак как гетеросексуальный союз. Называя закон дискриминационным и объясняя отсутствие гендерных терминов, используемых в статье 34 Конституции, где кратко описывается брак, истец требовал предоставить однополым парам право на заключение брака. 20 декабря Верховный суд Сальвадора отклонил иск по юридической формальности.
Второй иск против запрета однополых браков был подан 11 ноября 2016 года. 17 января 2019 года Верховный суд отклонил дело на процедурных основаниях.
В январе 2018 года Межамериканский суд по правам человека вынес постановление, в котором признал однополые браки правом человека, защищаемым Американской конвенцией о правах человека. Ожидается, что это решение будет способствовать признанию однополых браков в Сальвадоре. В том же месяце Конституционный суд признал незаконным предложенный запрет на однополые браки.
В августе 2019 года иск о признании однополых браков был принят к рассмотрению в Конституционном суде.

## Защита от дискриминации
Дискриминация ЛГБТ в Сальвадоре очень широко распространена. Опросы показывают высокий уровень предрассудков, направленных на ЛГБТ, и есть много сообщений о преследованиях против геев и насилии на почве предрассудков.
В основном в стране за права ЛГБТ выступают Уильям Эрнандес, его партнер Хоакин Касерес и другие члены Asociación Entre Amigos (рус. Ассоциация друзей), которые сталкиваются с преследованиями и даже угрозами смерти за свою активность.
В апреле 2009 года Министерство здравоохранения и социальной помощи опубликовало новое руководство, запрещающее дискриминацию ЛГБТ и ВИЧ-положительных людей в сфере медицинских услуг.
4 мая 2010 года президент Маурисио Фунес издал президентский указ, запрещающий дискриминацию по признаку сексуальной ориентации и гендерной идентичности в государственном секторе. В то же время президент М. Фунес создал Отдел сексуального разнообразия при секретаре по социальной интеграции, который возглавила открытая женщина-лесбиянка.
Несмотря на успехи в устранении дискриминации, активисты сообщают, что за пределами правительственных и административных сфер дискриминация все еще продолжается.
В 2015 году парламент Сальвадора принял закон, добавляющий сексуальную ориентацию и гендерную идентичность в положения Уголовного кодекса о преступлениях на почве ненависти. Кодекс предусматривает наказание от трех до шести лет лишения свободы для тех, кто совершает преступление на основании расовой, этнической, политической принадлежности, сексуальной ориентации или гендерной идентичности жертвы.
В апреле 2018 года правительство утвердило Институциональную политику по уходу за ЛГБТ-популяцией. Эта политика, написанная правительством с помощью ЛГБТ-активистов, а также сотрудников национальной полиции и органов общественной безопасности, позволяет ЛГБТ-людям подавать судебные жалобы на людей, которые их дискриминируют. Заявления о преступлениях, пытках и жестоком, бесчеловечном и унижающем достоинство обращении в отношении ЛГБТ также будут полностью расследоваться полицией. Это было сделано с целью гарантировать и защитить права ЛГБТ.

## Военная служба
Лесбиянкам, геям и бисексуалам разрешено открыто служить в вооруженных силах Сальвадора.

## Донорство крови
Геям и бисексуалам разрешено сдавать кровь. Политика донорства крови запрещает сдавать кровь тем, кто «участвует в рискованном поведении» (например, людям с непостоянными половыми партнерами).

## Условия жизни
Несмотря на некоторые юридические успехи в области прав ЛГБТ, отношение общества к ЛГБТ часто остается негативным и даже жестоко нетерпимым.
Основной причиной такого негативного отношения общества к ЛГБТ являются традиционные учения основных религий страны, а именно католической церкви и нескольких консервативных и евангелических протестантских учений. Эти религиозные конфессии считают, что гомосексуализм и переодевание являются признаками безнравственности, и многие из их лидеров организовали оппозицию законодательству о правах ЛГБТ.
В июле 2017 года столица страны, Сан-Сальвадор, разрешила постоянно раскрашивать несколько перекрестков в цвета радуги в поддержку прав ЛГБТ.

### Насилие в отношении представителей ЛГБТ
За всю историю Сальвадора было множество случаев насилия и убийств, направленных против гомосексуалистов и транссексуалов. Сообщалось, что во время гражданской войны в Сальвадоре неизвестные силы похитили более десятка трансгендерных секс-работников в начале 1980-х годов. Это событие стало причиной ранней активности Уильяма Эрнандеса и его партнера Хоакина Касереса, которые сформировали первую официально созданную ЛГБТ-организацию Entre Amigos.
После Гражданской войны насилие в отношении ЛГБТ продолжалось. Сообщения о насилии в отношении ЛГБТ поступали на протяжении 1990-х годов, а активисты движения за права ЛГБТ регулярно получали угрозы насилия. Опрос, проведенный с 2006 по 2009 год, показал продолжающиеся угрозы насилия в адрес активистов ЛГБТ, насилие в отношении членов ЛГБТ и отсутствие расследования полицией случаев смерти ЛГБТ в результате насилия со стороны банд. 9 сентября 2015 года законодатели Сальвадора приняли закон, ужесточающий наказание за преступления на почве ненависти к сексуальной ориентации и гендерной идентичности.
28 июля 2020 года судья в Сан-Сальвадоре вынес решение о признании трех полицейских виновными в убийстве трансгендерной женщины Камилы Диас Кордова в январе 2019 года. Они были приговорены к 20 годам тюрьмы каждый.

### Политика
Уго Салинас, бывший мэр города Интипука (2009-2012), является единственным известным открытым геем, занимавшим государственную должность в Сальвадоре.

### ВИЧ/СПИД
Окончание гражданской войны и демократизация открыли путь для некоммерческих организаций и отдельных граждан к проведению кампаний по просвещению в области ВИЧ/СПИДа. Однако, начиная с 1990-х годов, люди, работающие в таких группах, в частности, в Проекте по борьбе со СПИДом Оскара Ромеро, сталкиваются с преследованиями и угрозами смерти.
С 2005 года была разработана национальная политика в отношении ВИЧ/СПИДа, которая постепенно получила поддержку крупных политиков. В 2009 году национальный план здравоохранения по остановке распространения ВИЧ/СПИДа включал запрет на дискриминацию по признаку сексуальной ориентации в сфере здравоохранения.

## Общественное мнение
Опрос 2010 года показал, что в Сальвадоре наблюдалась самая низкая поддержка легализации однополых браков в Латинской Америке - 10%.
Опрос AmericasBarometer 2017 года показал, что только 19% сальвадорцев поддерживают однополые браки.

## Итоговая таблица
| Однополые сексуальные отношения разрешены                                                              | (С 1822)                                         |
| Равный возраст сексуального согласия                                                                   | (С 1822)                                         |
| Антидискриминационные законы только в сфере занятости                                                  | (С 2018)                                         |
| Антидискриминационные законы в сфере предоставления товаров и услуг                                    | (С 2018)                                         |
| Антидискриминационные законы во всех других областях (включая косвенную дискриминацию, язык ненависти) | (С 2018)                                         |
| Закон о преступлениях на почве ненависти включает сексуальную ориентацию и гендерную идентичность      | (С 2015)                                         |
| Однополые браки                                                                                        | No                                               |
| Признание однополых пар                                                                                | No                                               |
| Усыновление детей ЛГБТ, не состоящими в отношениях                                                     | Yes                                              |
| Усыновление приемных детей однополыми парами                                                           | No                                               |
| Совместное усыновление однополыми парами                                                               | No                                               |
| Геям, лесбиянкам и бисексуалам разрешено открыто служить в армии                                       | Yes                                              |
| Право на смену юридического пола                                                                       | No                                               |
| Доступ к ЭКО для лесбиянок                                                                             | No                                               |
| Автоматическое признание родительских прав обоих супругов после рождения ребенка                       | No                                               |
| Конверсионная терапия запрещена для несовершеннолетних                                                 | No                                               |
| Коммерческое суррогатное материнство для пар геев-мужчин                                               | (Запрещено независимо от сексуальной ориентации) |
| Мужчинам, имеющим секс с мужчинами, разрешено сдавать кровь                                            | Yes                                              |